# Acrolophus bombycina
Acrolophus bombycina är en fjärilsart som beskrevs av Philipp Christoph Zeller 1873. Acrolophus bombycina ingår i släktet Acrolophus och familjen Acrolophidae. Inga underarter finns listade i Catalogue of Life.